# Historia de la diplomacia
La historia diplomática, o historia de las relaciones internacionales entre estados, o historia de la diplomacia, es una disciplina histórica orientada a estudiar las relaciones entre los estados en un determinado período de tiempo.
La palabra diplomacia deriva del término «diploma», que significa «acto jurídico». En resumidas cuentas, la diplomacia engloba las negociaciones que tienen por objetivo generar actos y normativas de planificación y regulación de las relaciones entre estados.

## Etimología y evolución histórica del términodiplomacia

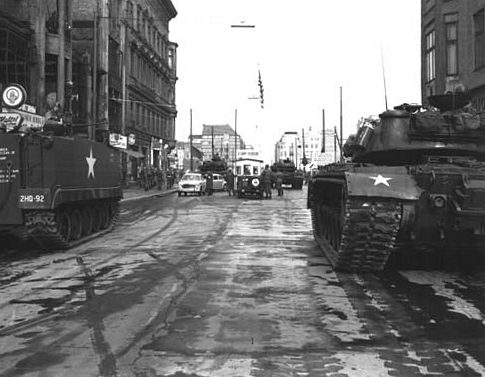
Tanques estadounidenses enfrentados a tanques soviéticos en el paso Checkpoint Charlie, en Berlín, durante la crisis de 1961.

La palabra diplomacia proviene del francés diplomatie y del inglés diplomatics, que a su vez
derivan del latín diploma y éste del griego διπλομα (diploma). El término διπλομα se compone del vocablo δίπλο (diplo), que significa doblado en dos, y del sufijo μα (ma), que hace referencia a un objeto.
Un diploma era un documento oficial, “una carta de recomendación o que otorgaba una
licencia o privilegio”, remitida por la autoridad suprema de una entidad política soberana a las autoridades de otra, para informarles que el poseedor desempeñaba funciones de representación oficial y para solicitarles ciertos privilegios para el funcionario en la jurisdicción del destinatario. Dicho documento se caracterizaba por estar doblado, y en algunas ocasiones cosido en razón de que el contenido era una comunicación privada entre el remitente y el destinatario. El documento se entregaba doblado, y contenía una recomendación oficial –con
ciertos poderes– para aquellos funcionarios que se dirigían a otro país o provincia de
un Imperio. El portador del ‘pliego’ o diploma era ipso facto un diplomático.
En su proceso evolutivo, al pasar por el latín, la palabra diploma fue adquiriendo distintos
significados, entre los que se pueden destacar, “carta doblada en dos partes”, “documento emitido por un magistrado, asegurando al poseedor algún favor o privilegio”, y “carta de recomendación emitida por el Estado, otorgada a personas que viajaban a las provincias”.
Siglos más tarde, en su tránsito por el francés y el inglés, el término diplomacia amplió su alcance a otras actividades que guardaban relación con el manejo de documentos oficiales entre soberanos. En Francia, la diplomatie hacía referencia «a todos los documentos solemnes emitidos por las cancillerías, especialmente aquellos que contenían acuerdos entre soberanos». El término inglés «diplomatics» se utilizó específicamente en lo relativo a la ciencia de la autenticación de documentos antiguos, y a la conservación de archivos. El «oficio de tratar con archivos y diplomas» fue conocido entre los gobiernos europeos como res diplomatica o asuntos diplomáticos, un elemento que según Harold Nicolson, «es aún vital para el funcionamiento de cualquier servicio exterior eficiente».
Hacia finales del siglo XVIII, comenzaron a utilizarse los vocablos diplomatie (en Francia), y diplomacy, diplomat, diplomatist (en el Reino Unido), en referencia al “manejo de las relaciones y negociaciones entre naciones a través de oficiales del gobierno”. Desde entonces, en palabras de algunos autores, un diplomático es “una persona autorizada a negociar en nombre de un Estado”.

## Orígenes de la diplomacia en la cultura europea

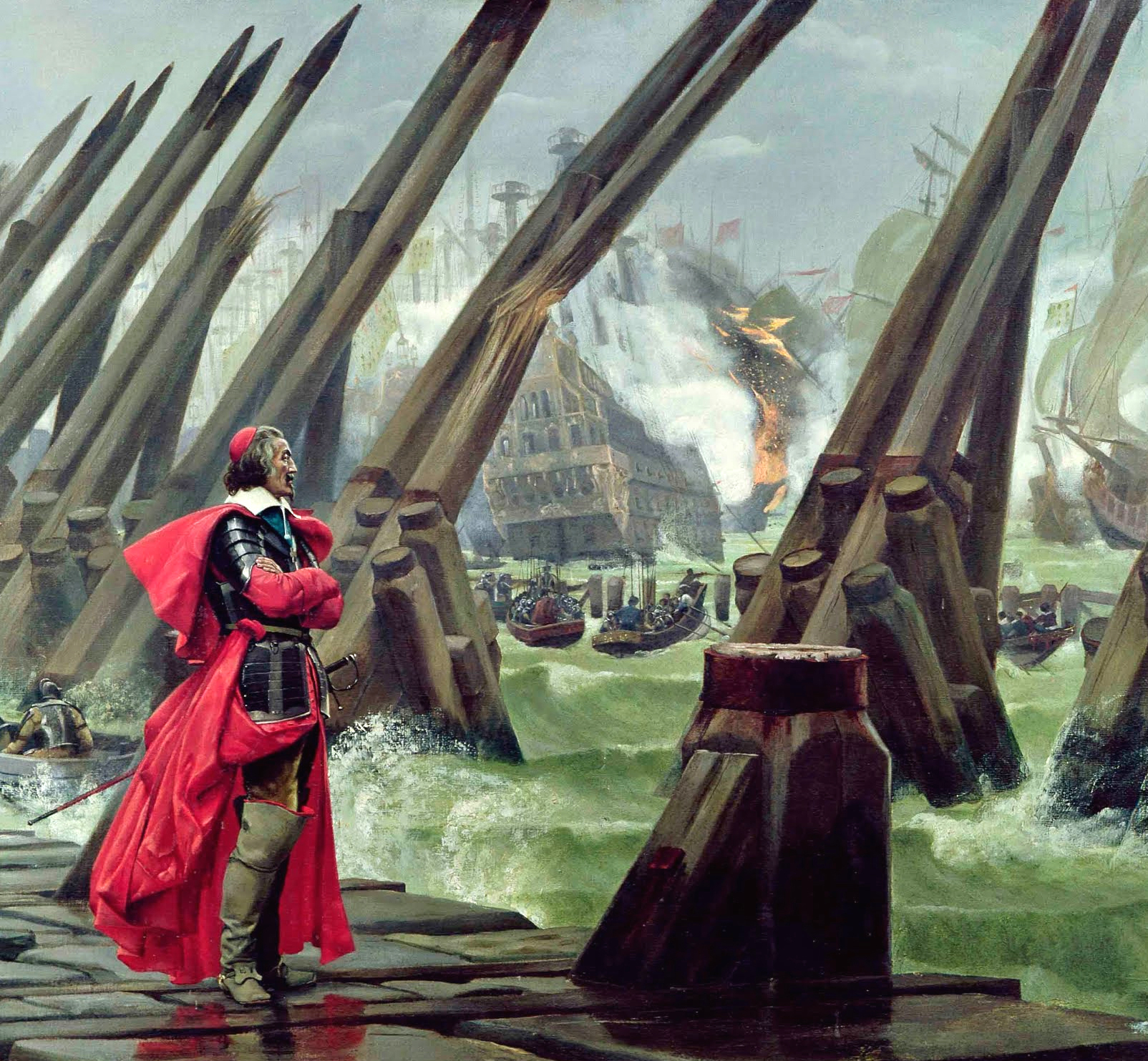
El Cardenal Richelieu en el sitio de La Rochelle, detalle de una pintura de Henri-Paul Motte (1881).

Al inicio de los tiempos modernos (aproximadamente hasta el Renacimiento), la diplomacia tal como la conocemos hoy día no existía. Los emisarios enviados por los diferentes estados (ciudades griegas, tribus celtas, imperio romano, imperios orientales, imperio carolingio y sus missi dominici, etc), se limitaban al rol de mensajeros, no teniendo verdadero carácter como negociadores.
Es precisamente en los tiempos modernos, con la teorización del Derecho y del rol y base de los estados (Ius gentium), que la noción de diplomacia surgió, proponiendo una alternativa a la guerra. Así y en ciertos casos, los embajadores remplazaban a los generales, sin que por en cuanto se desestimara completamente el recurso de la fuerza con la participación de las fuerzas armadas. La amenaza con la guerra era (y aún lo es) un argumento convincente en una negociación, complementario de los aspectos diplomáticos.
La lengua francesa fue promovida lengua oficial en Francia, por la ordenanza de Villers-Cotterêts, promulgada por Francisco I de Francia en 1539, y entonces el francés se convirtió en lengua del Derecho y de la administración en los actos oficiales. Y ello, a pesar de que el francés era entonces una lengua poco hablada en Francia, en comparación con algunos de los dialectos regionales entonces existentes. 
Según el diplomático americano de la Guerra Fría, Henry Kissinger, autor de Diplomacia, el primer diplomático digno de ese nombre fue el cardenal Richelieu (1586-1642), primer ministro del rey Luis XIII de Francia. Fue precisamente él, en efecto, quien aplicó una noción inédita en materia de política extranjera : razón de Estado. Este principio consiste en privilegiar la seguridad del Estado y de su territorio (y así, de facto también de la población), respecto de cualquier otra cosa, por más importante o prioritaria que pareciera.
La aplicación directa, y seguramente una de las más representativas, de esta regla, precisamente tuvo lugar durante el pseudo-reino del cardenal. Entonces Francia aún no había olvidado las terribles consecuencias de las guerras de religión del siglo XVI, ni al Sacro Imperio Romano Germánico aún en pleno caos (pues el emperador católico luchaba con fuerza contra los príncipes germánicos protestantes). En ese mismo tiempo, la situación internacional de Francia era bastante precaria, en la medida que el reino de España y el Sacro Imperio, estaban en manos de la poderosa familia de los Habsbourg.
En efecto, tomada en tenaza, Francia a cada instante temía una doble invasión por los Pirineos y por el Rhin. Con el fin de poner fin a esta situación tan preocupante, que no permitía entrever un porvenir estable y venturoso, el astuto cardenal tomó una decisión, que incluso iba en contra de su propio hábito rojo : ordenó poner a disposición de los príncipes protestantes germánicos, tanto medios financieros como militares y materiales, con el fin de lograr desestabilizar al emperador Habsbourg, y, si fuera posible, debilitar duraderamente el poder del Sacro Imperio. Las órdenes fueron cumplidas, a pesar de las recriminaciones de todo tipo que debió sufrir Richelieu — de la curia romana y desde el propio territorio francés. Esta decisión diplomático-estratégica permitió a Francia estabilizar la seguridad de sus fronteras este y suroeste, puesto que España ya no se mostró más amenazante al observar la debilidad de su aliado, y puesto que del otro lado del Rhin la prioridad entonces eran los propios asuntos internos. Fue esta supremacía francesa en el continente lograda como se indicó, que entre otras cosas permitió a Luis XIV de Francia extender su reinado hasta Holanda. En el curso del siglo XVII, la regla de la razón de Estado fue finalmente adoptada por todos los países europeos, dando entonces a Francia mayor prestigio y cierta ventaja en política exterior.
En realidad, no fue exactamente Richelieu quien inventó el concepto de razón de Estado; esta idea se la debemos a dos autores italianos: Nicolás Maquiavelo en la obra El Príncipe (De Principatibus, 1513); y Giovanni Botero en la obra De la Razón de Estado (Della Ragione del Stato, 1589). Machiavelo (o Maquiavelo) en realidad jamás citó la expresión razón de Estado, aunque toda su doctrina es concordante con este principio. Y como prueba, basta por ejemplo con mencionar un lacónico pasaje del capítulo XV de su obra mayor (El Príncipe): Bien des gens ont imaginé des républiques et des principautés telles qu'on n'en a jamais vu ni connu. Mais à quoi servent ces imaginations ? Il y a si loin de la manière dont on vit à celle dont on devrait vivre, qu'en n'étudiant que cette dernière on apprend plutôt à se ruiner qu'à se conserver ; et celui qui veut en tout et partout se montrer homme de bien ne peut manquer de périr au milieu de tant de méchants. L'homme d'État n'est donc pas l'homme de bien rêvé par nombre de philosophes mais en réalité un être rompu à la turpitude des évènements socio-politiques et n'hésitant pas à faire acte de cynisme le cas échéant. (traducción al español:)
Carl von Clausewitz, oficial durante las guerras napoleónicas, evocará en una fórmula lapidaria el rol de la diplomacia, en los siguientes términos : La guerre est le prolongement de la politique par d'autres moyens (en español: La guerra es prolongación de la política por otros medios); donde aquí política debe ser comprendida en el marco de los asuntos internacionales. Así, guerra y diplomacia no son necesariamente antinómicas en el espíritu de Clausewitz, sino por el contrario complementarias, una vez que el objetivo ha sido fijado.